# Matthias Schneckenburger

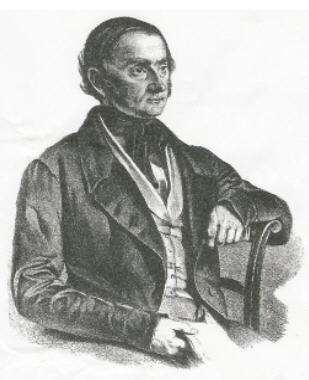
Mathias Schnekenburger

Matthias Schneckenburger (eigentlich Mathias Schnekenburger; * 17. Januar 1804 in Talheim bei Tuttlingen; † 14. Juni 1848 in Bern) war evangelischer Theologe.

## Leben
Schneckenburger gilt als Begründer der Teildisziplin und literarischen Gattung „Neutestamentliche Zeitgeschichte“.
Der ältere Bruder von Max Schneckenburger wurde 1827 Repetent in Tübingen, 1831 Diakonus (2. Stadtpfarrer) in Herrenberg und 1834 Professor der Theologie an der neu gegründeten Universität Bern. Er war ab 1821 eng befreundet mit dem gleichaltrigen Dichter und Schriftsteller Wilhelm Waiblinger (1804–1830).

## Werke
- Über den Zweck der Apostelgeschichte, Bern 1841
- Zur kirchlichen Christologie, Neuauflage Pforzheim 1861
- Vergleichende Darstellung des lutherischen und reformierten Lehrbegriffs, hrsg. von Eduard Güder, Stuttgart 1855, 2 Bde.
- Vorlesungen über neutestamentliche Zeitgeschichte, hrsg. von Theodor Löhlein, Frankfurt am Main 1862
- Über die Lehrbegriffe der kleinern protestantischen Kirchenparteien, hrsg. von Karl Bernhard Hundeshagen, Frankfurt am Main 1863